# Pittosporum tenuifolium
Pittosporum tenuifolium, el pitosporo de hojas tenues, es una especie de planta fanerógama perteneciente a la familia Pittosporaceae.

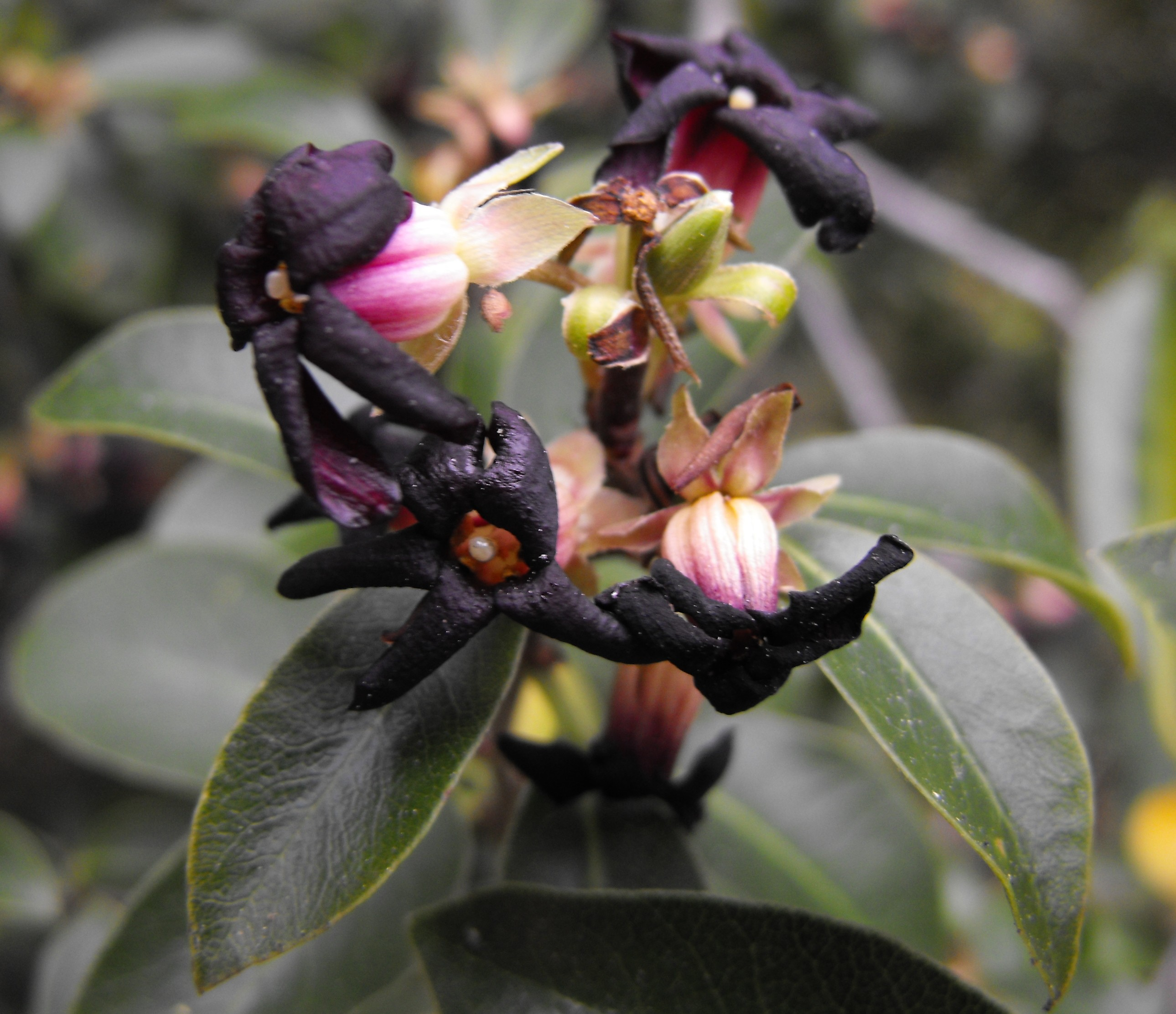
Flores

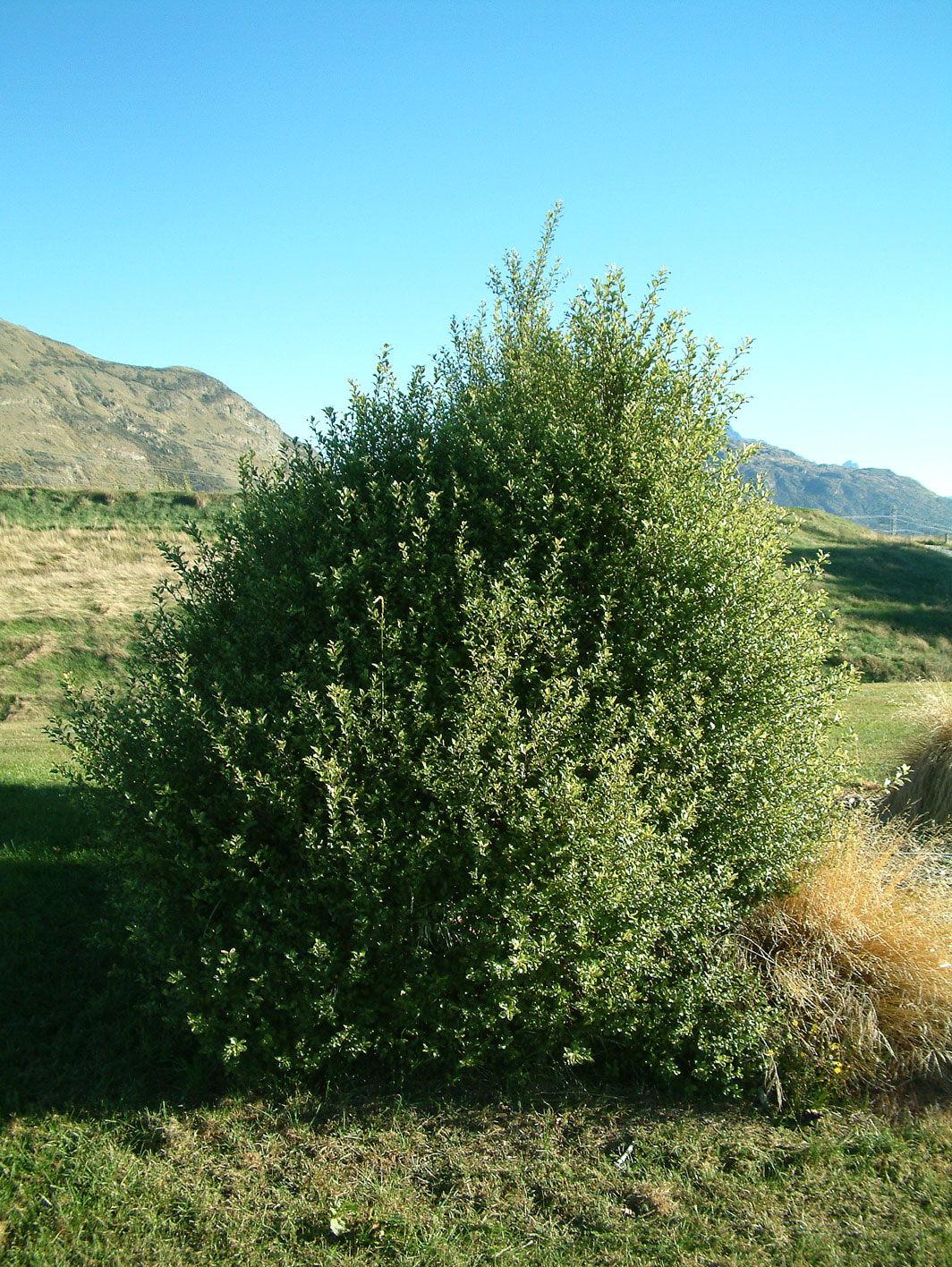
Vista del árbol

## Descripción
Es un arbusto pequeño  (de hasta 10 m) nativo de Nueva Zelanda, es también conocido por los nombres maoríes de kohuhu o kohukohu. Es a veces plantado con el nombre del cultivar 'Nigricans', así llamado por sus tallos negros. El follaje horticultural incluye hojas púrpura, "plateadas" y jaspeadas. Las flores generalmente pasan desapercibidas por su color, morado-rojizo muy oscuro, y despiden su perfume solo en la noche. Se le encuentra en la naturaleza en las costas y bosques bajos en las montañas hasta una altitud de 900 m s. n. m. .

## Taxonomía
Pittosporum tenuifolium fue descrita por Banks & Sol. ex Gaertn. y publicado en De Fructibus et Seminibus Plantarum. . . . 1: 286, pl. 59. 1788.
Etimología
Pittosporum: nombre genérico que deriva  del idioma griego πίττα (por πίσσα) 'resina' y σπόρος, 'semilla, simiente', o sea 'simientes pegajosas', pues las semillas están embebidas en una sustancia resinosa-viscosa blanquecina. 
tenuifolium: epíteto latino que significa 'con flores delgadas'
Sinonimia
- Schoutensia monophylla Endl.
- Trichilia monophylla A.Rich.[5]